# Circondario di Nuoro
Il circondario di Nuoro era uno dei circondari in cui era suddivisa la provincia di Sassari.

## Storia
In seguito all'annessione della Lombardia al Regno di Sardegna (1859) fu emanato il decreto Rattazzi, che riorganizzava la struttura amministrativa del Regno, suddiviso in province, a loro volta suddivise in circondari e mandamenti. Il circondario di Nuoro fu creato come suddivisione della provincia di Sassari.
Il circondario di Nuoro fu abolito, come tutti i circondari italiani, nel 1927, nell'ambito della riorganizzazione della struttura statale voluta dal regime fascista. Il territorio circondariale divenne parte della nuova provincia di Nuoro.

## Suddivisione
Nel 1863, la composizione del circondario era la seguente:
- mandamento I di Bitti
  - comuni di Bitti; Garofai; Lula; Onanì; Orune; Osidda
- mandamento II di Bolotana
  - comuni di Bolotana; Lei; Silanos
- mandamento III di Dorgali
  - comuni di Dorgali; Galtellì; Irgoli; Loculi; Onnifai; Orosei
- mandamento IV di Fonni
  - comuni di Fonni; Lodine; Mamoiada
- mandamento V di Gavoi
  - comuni di Gavoi; Ollolai; Olzai; Ovodda
- mandamento VI di Nuoro
  - comuni di Nuoro; Oliena; Orgosolo
- mandamento VII di Orani
  - comuni di Oniferi; Orani; Orotelli; Ottana; Sarule
- mandamento VIII di Siniscola
  - comuni di Lodè; Posada; Siniscola; Torpè